# Розкішнянський
Розкішня́нський — пасажирська зупинна залізнична платформа Луганської дирекції Донецької залізниці.
Розташована в с. Розкішне, Лутугинський район, Луганської області на лінії Луганськ — Лутугине між станціями Борисівка (1 км) та Коноплянівка (7 км).
Через військову агресію Росії на сході України транспортне сполучення припинене.